# Villeneuve-Tolosane
Villeneuve-Tolosane (okzitanisch Vilanava Tolosana) ist eine französische Gemeinde mit 10.704 Einwohnern (Stand 1. Januar 2022) im Département Haute-Garonne und der Region Okzitanien. Die Bewohner werden Villeneuvois, Villeneuvoises genannt.
Villeneuve-Tolosane liegt im Südwesten von Toulouse am Bewässerungskanal Canal de Saint-Martory und dem Fluss Saudrune mit seinem späteren Zufluss Roussimort.
Durch die Nähe zu Toulouse stieg die Bevölkerungszahl von 976 (1962) auf die heutige Zahl an.
Seit dem Neolithikum (Jungsteinzeit) ist das Gebiet besiedelt; die Überreste eines Dorfes auf einer Fläche von bis zu 30 Hektar wurden ausgegraben. Dieses Dorf war mit Palisaden, Wall und Graben umgeben.

## Bevölkerungsentwicklung
| Jahr                       | 1962 | 1968 | 1975 | 1982 | 1990 | 1999 | 2008 | 2017 |
| Einwohner                  | 976  | 2486 | 5159 | 6438 | 7559 | 8252 | 8261 | 9720 |
| Quellen: Cassini und INSEE |      |      |      |      |      |      |      |      |

## Persönlichkeiten
- Die Taekwondoin Floriane Liborio (* 1988), französische Meisterin 2009 und Europameisterin 2010 in Sankt Petersburg hat ihren Wohnsitz in Villeneuve-Tolosane.
- Daniel Bravo (* 1963), Fußballspieler im französischen Nationalteam, wohnte hier viele Jahre lang.
- Der Radrennfahrer Frédéric Moncassin (* 1968), erfolgreicher Teilnehmer der Tour de France und Paris–Roubaix, wuchs im Ort auf.